# 제임스 번햄
제임스 번햄(영어: James Burnham: 1905년 11월 22일 - 1987년 7월 38일)은 미국의 정치철학자다. 뉴욕대학교 정치학과 학과장을 역임했다. 1930년대에 미국에서 가장 중요한 트로츠키주의자 중 한 명으로 활동했으나, 1940년대에 마르크스주의를 포기하고 전향하여 전후에는 미국 보수운동의 지도자가 되었다. 보수우익으로서 번햄은 좌익 시절보다 더욱 큰 영향력을 얻었다. “최초의 네오콘”이라는 별명이 있다.

## 같이 보기
- 윌리엄 F. 버클리 주니어